# بشرى حيرش
بشرى فاطمة الزهرة حيرش (من مواليد 22 أغسطس 2000) هي ربّاعة جزائرية.

## مسيرتها
حصلت على الميدالية البرونزية في بطولة إفريقيا لرفع الأثقال 2016 في منافسات أقل من 75 كغ. وشاركت في دورة الألعاب الأولمبية الصيفية 2016 في منافسات أكثر من 75 كغ، وحصلت على المركز 15.
حصلت على لقب أفضل رياضية صاعدة لسنة 2016 في الجزائر، بمُناسبة الدورة الثالثة لجوائز الألعاب الأولمبية والرياضية الجزائرية التي نظمتها اللجنة الأولمبية الجزائرية.
تُوجت بطلة إفريقيا في منافسات أقل من 90 كغ عام 2018 والميدالية البرونزية في فئة أقل من 81 كغ في بطولة إفريقيا لرفع الأثقال 2019.
وهي الحاصلة على الميدالية البرونزية في الخطف والنتر والمجموع في منافسات أقل من 87 كغ في دورة الألعاب الأفريقية 2019. والتي تحوّلت إلى ميدالية فضية بسبب معاقبة المصرية سمر حسين.
حصلت على الميدالية الذهبية الثلاثية في بطولة إفريقيا 2021 بنيروبي في فئة أقل من 81 كغ.
تُوجت بالميدالية الذهبية في النتر والميدالية الفضية في الخطف وكذلك في المجموع في مُنافسات أقل من 76 كغ، في بطولة إفريقيا 2023 في تُونس.